# North Richmond (Kalifornija)
North Richmond je naseljeno područje za statističke svrhe u američkoj saveznoj državi Kalifornija. Prema popisu stanovništva iz 2010. u njemu je živjelo 3.717 stanovnika.